# Mecomenus aeneus
Mecomenus aeneus är en skalbaggsart som beskrevs av Sharp 1903. Mecomenus aeneus ingår i släktet Mecomenus och familjen jordlöpare. Inga underarter finns listade i Catalogue of Life.